# Campista central

A posição do campista central.

Um campista central (português brasileiro) ou defesa central (português europeu) (em inglês: center fielder, sigla CF) é um defensor externo no beisebol que joga na defesa do campo central - a posição fica entre o campo esquerdo e o campo direito. No sistema de marcação de jogadores da defesa, o campista central é assinalado pelo número 8.